# ایهور بورک
ایهور بورک (انگلیسی: Ihor Buryak؛ زادهٔ ۱۲ ژانویهٔ ۱۹۸۳) بازیکن فوتبال اهل اوکراین است.
از باشگاه‌هایی که در آن بازی کرده‌است می‌توان به باشگاه فوتبال متالورگ-۲ دونتسک، باشگاه فوتبال ماریوپول، باشگاه فوتبال متالورگ دونتسک، باشگاه فوتبال تاوریا سیمفروپول، و باشگاه فوتبال چورنومورتس اودسا اشاره کرد.